# Cynoglossum paniculatum
Cynoglossum paniculatum là loài thực vật có hoa trong họ Mồ hôi. Loài này được Poepp. mô tả khoa học đầu tiên năm 1828.